# Bankstellendichte
Die Bankstellendichte gibt im Bankwesen das Verhältnis zwischen Einwohnerzahl und Anzahl vorhandener Bankfilialen an und ist eine Messzahl für die Versorgung der Bevölkerung mit Finanzprodukten.

## Allgemeines
Filialen, Zweigstellen oder Niederlassungen sind vom Sitz örtlich getrennte, rechtlich und wirtschaftlich unselbständige Vermögensbestandteile eines Unternehmens. Filiale ist mithin die einer Zentrale untergeordnete Bankstelle, die eine organisatorisch selbständige Einheit darstellt sowie eine Mindest-Betriebsgröße erreicht. Die Überlegung, nicht lediglich einen Unternehmensstandort am Sitz des Unternehmens zu unterhalten, ergab sich für Unternehmen aller Wirtschaftszweige aus der Marketingstrategie, durch Kundennähe am Wohnort der Kunden präsent zu sein. Ihr Zweck besteht in der Verbesserung der Kundenreichweite. Die Kundenreichweite gibt Aufschluss darüber, wie viele potenzielle Kunden tatsächlich von einer Filiale erreicht werden können:
{\displaystyle {\text{Kundenreichweite}}={\frac {\text{Anzahl vorhandener Kunden}}{\text{Anzahl möglicher Kunden}}}}
Dabei rekrutiert sich die Anzahl möglicher Kunden aus der Einwohnerzahl einer bestimmten Region, wobei auch nicht bankfähige Einwohner (beispielsweise Kinder) erfasst werden. Die Bankstellendichte leitet sich hieraus wie folgt ab:
{\displaystyle {\text{Bankstellendichte}}={\frac {\text{Einwohnerzahl}}{\text{Anzahl der Bankfilialen}}}}
Danach ist die Bankstellendichte umso höher, je weniger Einwohner auf eine Bankfiliale entfallen und umgekehrt. Zuweilen findet man hierfür auch den reziproken Wert. Liegt die Bankstellendichte nach obiger Formel bei 1.000 Einwohnern pro Filiale, so beträgt der reziproke Wert 0,001, mithin muss sich ein Einwohner mit 0,001 Filialen begnügen.

## Geschichte
Wegen des Erfordernisses persönlicher Beratung erlangte die Filialpolitik der Kreditinstitute weltweit eine zunehmende Bedeutung, seitdem Banken den Privatkunden als Zielgruppe definiert hatten. Im Jahre 1837 war von mehreren Einwohnern der Stadt Flensburg ein Gesuch um Anlegung einer Filialbank in dieser Stadt bei der Direktion der Nationalbank eingereicht worden. Erst am 23. Februar 1844 erteilte die Staatsregierung ein „Patent betr. die Errichtung einer Filialbank in Flensburg mit der Befugnis zur Anlegung eines derselben untergeordneten Comtoirs in Rendsburg…“. Am 13. März 1846 erhielt die Deutsche Bank in Dessau die Konzession für das Bankgeschäft, wobei sie ihren „Wirkungskreis möglichst über ganz Deutschland auszubreiten“ hatte.
Die Berliner Großbanken gründeten erst nach 1914 in verstärktem Maße Filialen. Der eigentliche Ausbau des Filialnetzes der Großbanken begann erst nach 1914 und dauerte bis etwa 1926. In diesem Zeitraum übernahmen sie die mit ihnen durch Interessengemeinschaften verbundenen Provinzialbanken und wandelten deren Filialen in eigene um. Das Kreditwesengesetz (KWG) vom Dezember 1934 führte angesichts des überbesetzten Bankwesens (englisch overbranched) der Weimarer Republik mit den §§ 3 Abs. 1 und Abs. 2, § 4 Abs. 1b KWG 1934 eine Bedürfnisprüfung für die Errichtung von Bankfilialen ein, wonach die Überprüfung des örtlichen Bedarfs für eine Bankfiliale durch die Bankenaufsicht vorgesehen war. Die Bedürfnisprüfung wurde als geeignetes Mittel angesehen, um den Kreditapparat gesund zu erhalten und das wirtschaftliche Gefüge vor Erschütterungen zu bewahren. Wegen dieser Bedürfnisprüfung war die Erweiterung der Filialnetze eingeschränkt.
Die Deutsche Bundesbank veröffentlicht seit 1953 eine Bankstellenstatistik über die Entwicklung des Bankstellennetzes. Sie versteht unter Bankstellen alle rechtlich selbständigen Kreditinstitute (Kopfstellen) einschließlich deren Zweigstellen. Zusätzlich erscheint einmal jährlich ein Bericht über die Entwicklung des Bankstellennetzes. Im Jahre 1957 kam auf 4.162 Einwohner eine Bankfiliale.
Durch das „Apothekenurteil“ des BVerfG vom 11. Juni 1958 musste auch im Kreditwesen die Bedürfnisprüfung abgeschafft werden. Das Bundesverwaltungsgericht übernahm diese Vorgabe und schaffte die Konzessionspflicht im Juli 1958 auch für die Kreditwirtschaft ab. Zwischen 1957 und 1967 nahm die Zahl der Zweigstellen um 12.135 zu, der so genannten Extensivierungsphase des Mengengeschäfts. Eine zweite Welle von Erweiterungen des Filialnetzes gab es in Deutschland ab 1967, auch wenn die Einführung des Geldautomaten im Mai 1968 die wichtige Filialfunktion der Kassenhaltung weitgehend obsolet machte.
Das Electronic Banking und die Zunahme der Direktbanken haben zu einer Verringerung des Filialnetzes beigetragen, denn seit 1995 ist bis 2014 ein Rückgang von 48 % zu verzeichnen. Die Filialen haben den Spitzenplatz als häufigster Kundenkontaktpunkt an das Online-Banking abgetreten.

## Bankstellendichte in Deutschland
| Bankenstatistik | 1995   | 2000   | 2005   | 2009   | 2014   | 2015   | 2016   | 2017   | 2018   | 2019   | 2020   | 2021   |
| --------------- | ------ | ------ | ------ | ------ | ------ | ------ | ------ | ------ | ------ | ------ | ------ | ------ |
| Anzahl Banken   | 3.785  | 3.785  | 2.344  | 2.121  | 1.990  | 1.960  | 1.888  | 1.823  | 1.783  | 1.717  | 1.679  | 1.519  |
| Anzahl Filialen | 71.716 | 59.848 | 46.444 | 39.441 | 35.302 | 34.045 | 32.026 | 30.126 | 28.439 | 26.667 | 24.100 | 21.712 |

Der anhaltende Trend der Verringerung der Bankstellen ist überwiegend auf die Verringerung des Filialnetzes zurückzuführen und bewirkt eine Verminderung der Bankstellendichte. Gab es im Jahre 2000 noch 3.785 Kreditinstitute, so waren es 2005 bereits 2.344 und 2014 lediglich noch 1.990. Am höchsten fiel der Rückgang mit 2,9 % bei den Genossenschaftsbanken aus, während der Sparkassensektor konstant blieb. Die Anzahl der Filialen ging 2014 gegenüber dem Vorjahr um 2,5 % auf 35.302 Zweigstellen zurück. Betrachtet man die Entwicklung der Zweigstellen seit dem Jahr 1995, erkennt man eine kontinuierliche Ausdünnung des Zweigstellennetzes im deutschen Bankensektor; 2014 waren nur noch 48 % der Filialen des Jahres 1995 vorhanden. Das ist vor allem auf eine Konsolidierung im Postbanknetz zurückzuführen. Bei bundesweit 37.292 Bankstellen und einer Einwohnerzahl von rund 81,084 Mio. ergab sich für das Jahr 2014 eine Bankstellendichte von rund 2.174 Einwohnern je Bankstelle. Durch weitere Schließungen stieg 2019 die Einwohnerzahl pro Bankfiliale auf 2.924, im Jahre 2021 auf 3.833.

## Bankstellendichte im internationalen Vergleich
Im Jahre 2007 verzeichnete Belgien mit 2.400 Einwohnern auf eine Bankfiliale die geringste Bankstellendichte. Es folgten Deutschland (2.068), Luxemburg (2.043), Österreich (1.949), Italien (1.785), Portugal (1.759), Schweiz (1.627) und Frankreich (1.607). Die höchste Bankstellendichte hatten Zypern (856) und Spanien (986). In den USA bereitet diese Statistik Schwierigkeiten, weil als Bankfiliale nur eine Zweigstelle gilt, die auch Zahlungsverkehr durchführen kann. Berücksichtigt man dies, war die Bankstellendichte mit 2.342 sehr gering, noch geringer in Großbritannien (2.825), Australien (3.323), Mexiko (6.850) und Indien (11.116).
2019 war die Bankstellendichte in Frankreich am höchsten (1875), es folgten Spanien (1971), Italien (2476), Österreich (2533), Deutschland (2930), Belgien (4218), Griechenland (5834), Dänemark (6221), Großbritannien (8793), die Niederlande (9135) und Estland (16024).
Während der ersten Welle der COVID-19-Pandemie (Frühjahr 2020) waren viele Bankfilialen geschlossen. Dies hat das Nutzungsverhalten von Bankkunden verändert und den Rückbau des Bankstellennetzes beschleunigt.
Im internationalen Vergleich besitzt Deutschland sowohl zu viele Kreditinstitute als auch zu viele Bankfilialen im Vergleich zur Bevölkerung, was in der Fachsprache als englisch overbanked bezeichnet wird. Auch ein Unternehmen kann overbanked sein, wenn es im Verhältnis zu seinen Umsatzerlösen zu viele Bankverbindungen unterhält.

## Bankbetriebliche Aspekte
Reduziert sich die Bankstellendichte, werden mehr Einwohner von einer Bankstelle betreut. Werden Filialen bei unveränderter Einwohnerzahl geschlossen, verringert sich somit die Bankstellendichte, eine Filiale ist dann für mehr Einwohner zuständig und umgekehrt. Rechnerisch müssen deshalb die Bankkunden längere Wege zu ihrer Bank zurücklegen als früher.
Die Aufgabe einer Bankfiliale besteht primär in der Beratung der Bankkunden, weil finanzwirtschaftliche Themen auf Vertrauen beruhen und nur durch persönlichen Kontakt behandelt werden können. Ein persönlicher Kontakt findet durch ein persönliches Gespräch zwischen Bankmitarbeiter und Bankkunden statt (etwa Finanzberatung, Anlageberatung). Anders als in vielen Nichtbanken-Sektoren dienen Bankfilialen eher nicht zur Kundengewinnung, da meist eine dauerhafte Geschäftsbeziehung besteht (Hausbank) und die Akquisition von Neukunden nicht zur Hauptaufgabe der Filialen gehört. Die Steigerung der Anzahl der Bankfilialen erhöht daher nicht notwendigerweise das Geschäftsvolumen von Filialbanken. Wegen der meist dauerhaften Geschäftsbeziehungen verringert sich umgekehrt durch Schließung von Bankfilialen  das Geschäftsvolumen meist nicht, sondern sie trägt zur Verbesserung des Cost-Income-Ratio bei.
Die Bundesbank war im Oktober 1959 der Auffassung, dass die „Verdichtung des Zweigstellennetzes, wenn sie in diesem Tempo noch eine Zeitlang fortgesetzt wird, zu Lasten der Rentabilität der Kreditinstitute geht…“. Dabei wurde argumentiert, dass Bankfilialen erst bei mehreren tausend Kunden rentabel seien. Es gibt jedoch in der Bankbetriebslehre keinen systematischen Zusammenhang zwischen Bankstellendichte und Rentabilität, ausgedrückt im Return on Equity. Vielmehr besteht eine geringfügige negative Korrelation zwischen beiden betriebswirtschaftlichen Kennzahlen. Ein statistisch signifikanter Zusammenhang zwischen Bankstellendichte und Rentabilität der Banken ist je Land nicht feststellbar. Eine höhere Bankstellendichte lässt sich deshalb vor dem Hintergrund der hohen Dichte der Einwohnerverteilung betriebswirtschaftlich rechtfertigen. Berücksichtigt man jedoch die Filialintensität, also die durchschnittliche Anzahl von Filialen pro Kreditinstitut, so fällt sie in Deutschland mit 16 sehr gering aus, während sie in Spanien bei 138 und in Großbritannien gar bei 260 Filialen pro Institut liegt. Hieraus kann gefolgert werden, dass deutsche Banken im Durchschnitt von ihrer Betriebsgröße her zu klein sind, um eine angemessene Rentabilität zu generieren.